# Liparis amabilis
Liparis amabilis är en orkidéart som beskrevs av Noriaki Fukuyama. Liparis amabilis ingår i släktet gulyxnen, och familjen orkidéer. Inga underarter finns listade i Catalogue of Life.